# Werner Meyer-König
Werner Meyer-König (Böblingen, 26 de maio de 1912 - Bad Krozingen, 26 de dezembro de 2002) foi um matemático alemão, que trabalhou com análise.
Filho de um médico, estudou matemática e física a partir de 1930 na Universidade de Tübingen, Universidade de Kiel e Universidade de Stuttgart. Pretendia inicialmente ser professor ginasial, fazendo em 1936 em Tübingen o Lehramtsexamen, mas foi então assistente em Stuttgart, obtendo um doutorado em 1939 em Tübingen, orientado por Konrad Knopp, com a tese Limitierungsumkehrsätze mit Lückenbedingungen. Na Segunda Guerra Mundial trabalhou no Forschungsinstitut Graf Zeppelin em Stuttgart. Obteve a habilitação em 1947 em Stuttgart, onde foi Privatdozent e a partir de 1953 professor. Aposentou-se em 1980, passando a residir em Freiburg im Breisgau.
Dentre seus doutorandos conta Dieter Gaier.